# 明德卢 (孔迪镇)
明德卢是葡萄牙波尔图区的一个堂区。总面积5.44平方公里，总人口3402人，人口密度625.4人/平方公里。